# Setaphis algerica
Setaphis algerica es una especie de arañas araneomorfas de la familia Gnaphosidae.

## Distribución geográfica
Es endémica del sur de la península ibérica (España) y el norte del Magreb.